# Steven Smith (astronauta)
Steven Smith (ur. 30 grudnia 1958 w Phoenix) – amerykański inżynier i astronauta.

## Życiorys
W 1977 ukończył szkołę w San Jose w Kalifornii, a w 1982 inżynierię elektryczną na Uniwersytecie Stanforda, w 1987 uzyskał dyplom z administracji biznesowej na Uniwersytecie Stanforda. Pracował dla IBM w grupie technologów półprzewodników w San Jose, był odpowiedzialny za rozwój procesów litograficznych i wiązki elektronów. Od 1989 pracował dla NASA w dziale operacji ładunkowych i zarządzie operacji misji, był oficerem ładunku odpowiedzialnym za przygotowanie integracji ładunku przed lotami kosmicznymi oraz kontrolowanie i wspomaganie lotów w czasie rzeczywistym. Jako kontroler wspomagał misje STS-31, STS-37, STS-48 i STS-49. 31 marca 1992 został wybrany przez NASA kandydatem na astronautę, od sierpnia 1992 do sierpnia 1993 przechodził szkolenie astronautyczne.
Od 30 września do 11 października 1994 jako specjalista misji uczestniczył w misji z obserwatorium radarowym SRL-2 STS-68, trwającej 11 dni, 5 godzin i 46 minut. Od 11 do 21 lutego 1997 brał udział w misji STS-82 do Kosmicznego Teleskopu Hubble’a, na którym zainstalowano dwa nowe instrumenty rozszerzające zakres długości fal rejestrowanych przez teleskop i dokonano kilku napraw. Misja trwała 9 dni, 23 godziny i 37 minut. Od 20 do 28 grudnia 1999 był specjalistą misji STS-103 trwającej 7 dni, 23 godziny i 10 minut; również był to lot serwisowy do teleskopu Hubble'a. Od 8 do 19 kwietnia 2002 uczestniczył w misji STS-110 na Międzynarodową Stację Kosmiczną trwającej 10 dni, 19 godzin i 42 minuty.
Łącznie spędził w kosmosie 40 dni i 15 minut. Opuścił NASA w styczniu 2005.
Stowarzyszenie Uczestników Lotów Kosmicznych (Association of Space Explorers) przyznało mu Universal Astronaut Insignia za lot orbitalny (nr 316).